# بيت دونيلي (موسيقي)
بيت دونيلي (بالإنجليزية: Pete Donnelly)‏ هو موسيقي أمريكي، ولد في 11 أكتوبر 1972 في ساراتوغا سبرينغس في الولايات المتحدة.

## وصلات خارجية
- بيت دونيلي على موقع ميوزك برينز (الإنجليزية)
- بيت دونيلي على موقع ديسكوغز (الإنجليزية)